# Chiesa di Santa Maria (Cortenuova di Empoli)
La chiesa di Santa Maria a Cortenuova si trova nell'omonima località del comune di Empoli, in provincia di Firenze.

## Storia e descrizione
Citata dalle fonti per la prima volta nel 1117, l'aspetto attuale sembrerebbe non molto dissimile da quello originario.
La chiesa ebbe una prima significativa modifica quando al suo interno quando venne edificato l'oratorio della Compagnia dell'Annunciazione nel 1598. L'ultimo imponente restauro effettuato nel 1972 consistette nell'unione dei due edifici contigui, aula e oratorio della compagnia ormai parte integrante della chiesa, dominato dalla presenza di un grande affresco rappresentante l'Annunciazione, opera di Cenni di Francesco.
A Cortenuova, per vincoli di parentela con il parroco, lavorò Francesco Ligozzi, il figlio più giovane di Jacopo, lasciando preziose testimonianze: la Madonna tra i santi Sebastiano e Lucia, opera firmata e datata 1620 e i Santi Marco e Francesco, pannelli forse di un tabernacolo.

## Altre immagini

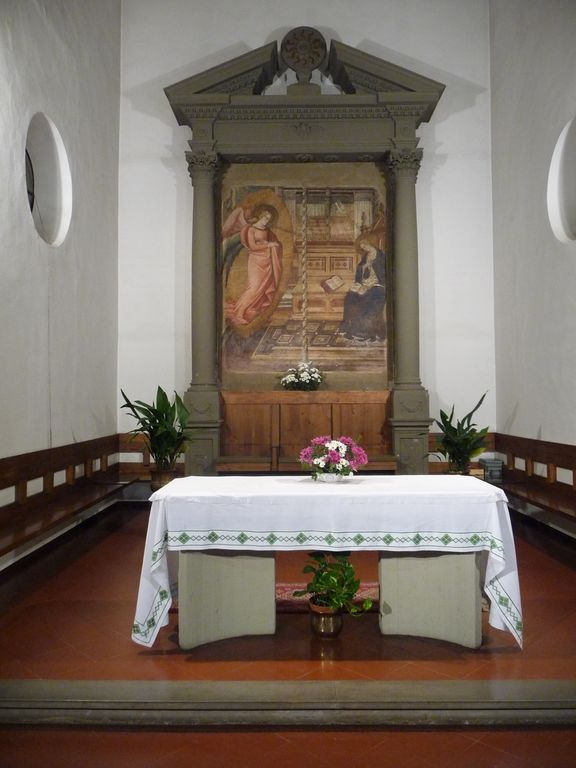
Altare maggiore, con l'affresco di Cenni di Francesco
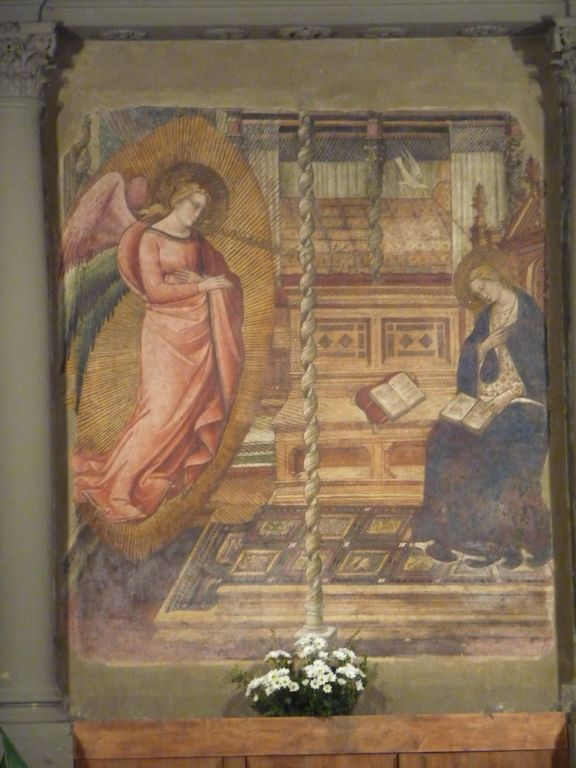
Cenni di Francesco, Annunciazione
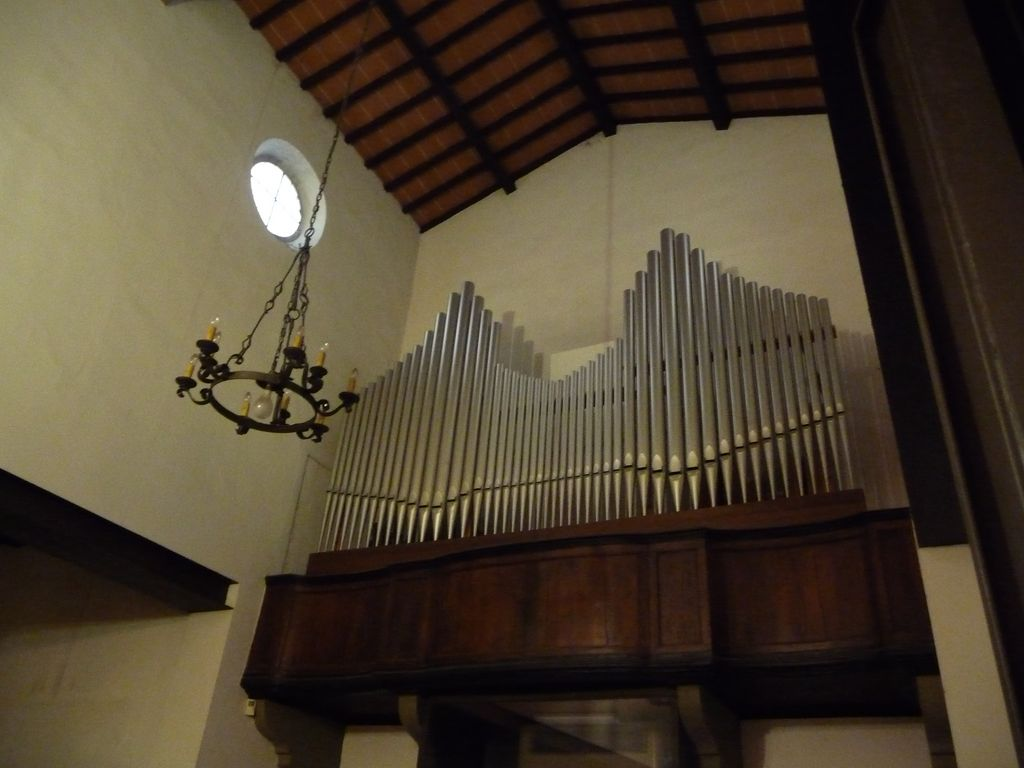
Organo

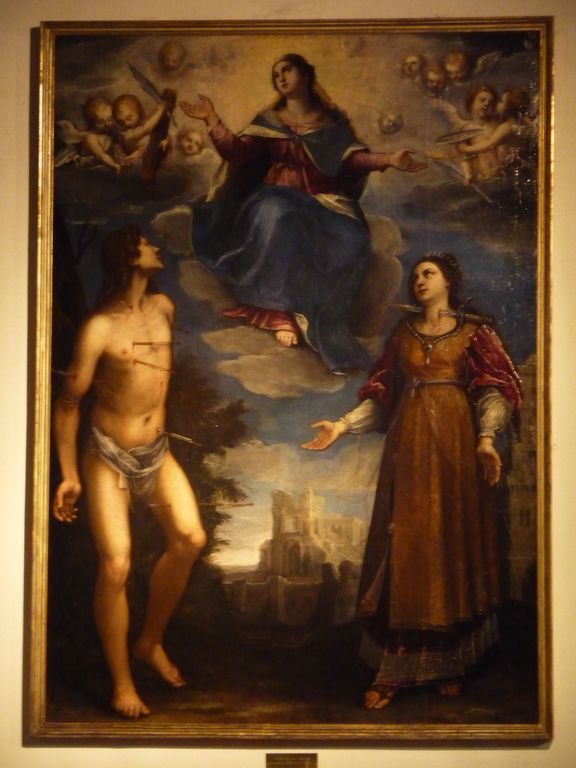
Francesco Ligozzi, Madonna tra i santi Sebastiano e Lucia, 1620
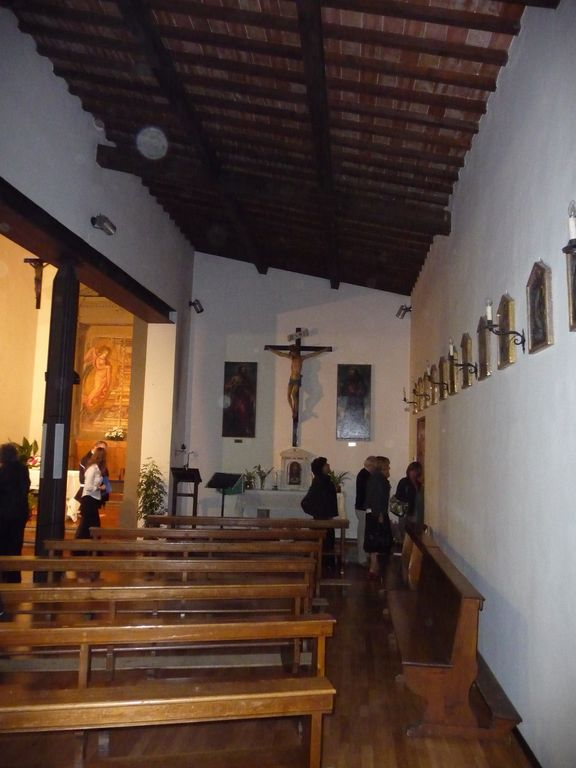
Navata destra